# Twisk

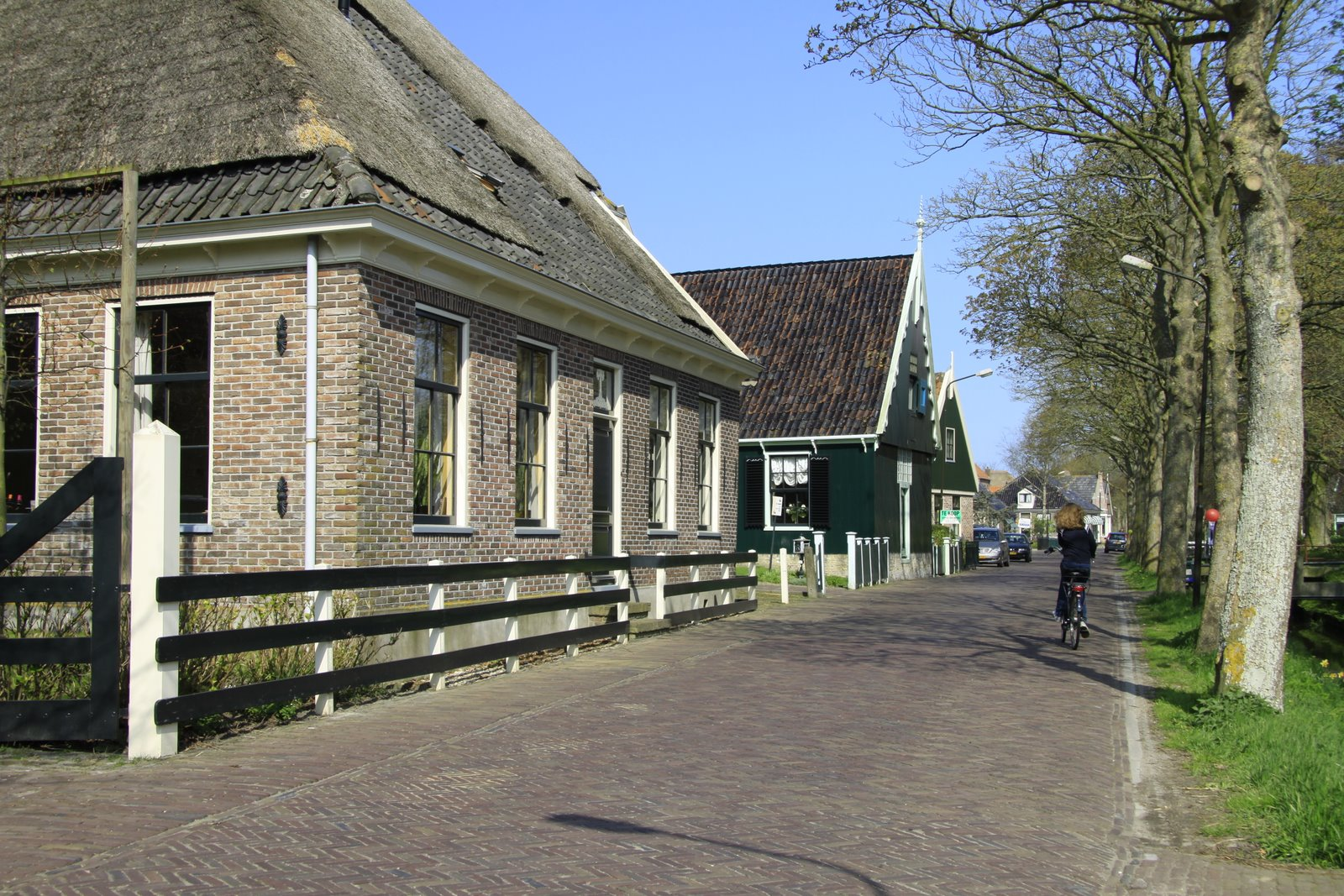
Una strada di Twisk

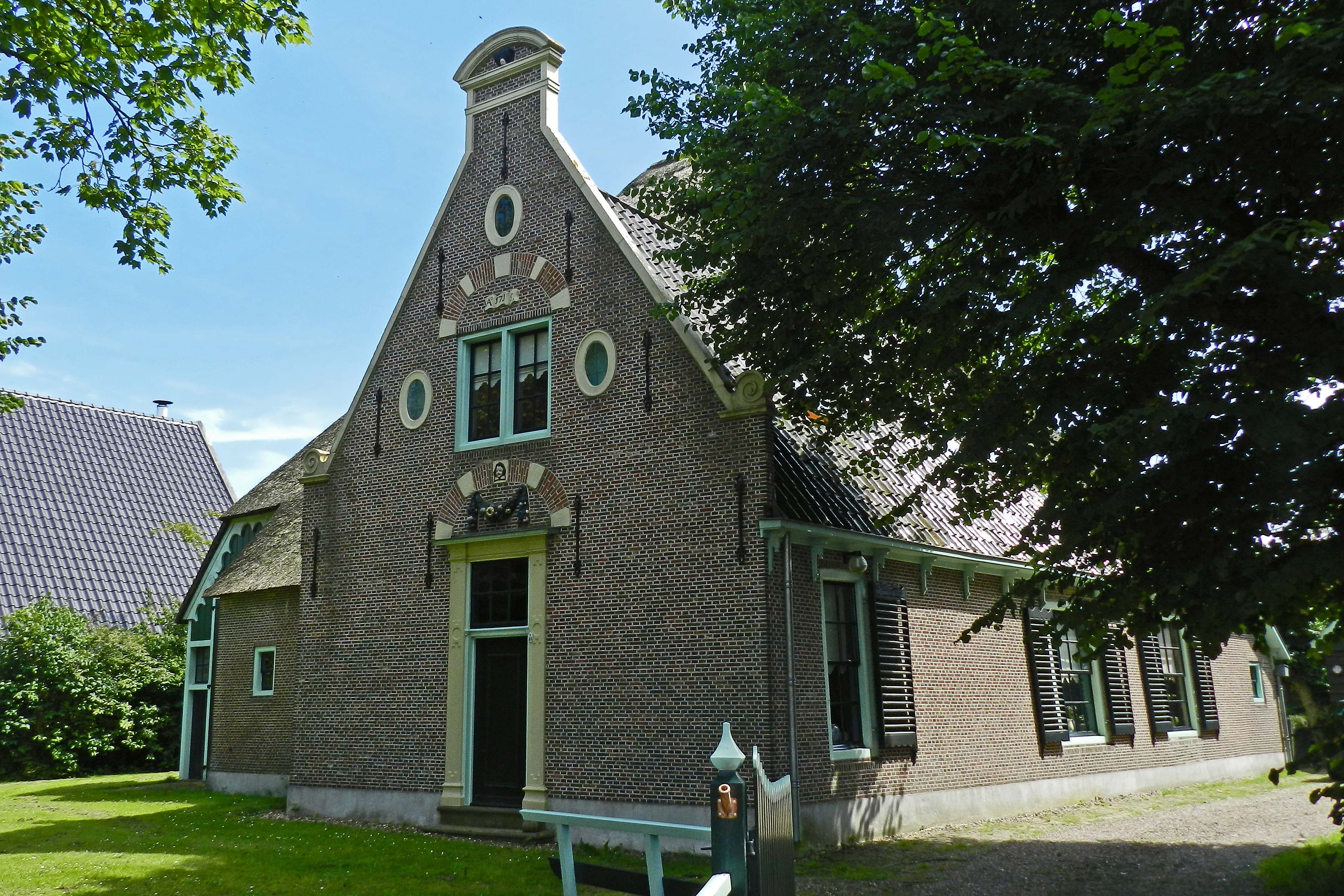
Un edificio storico di Twisk lungo la Dorpsweg

Twisk è un villaggio (dorp) di circa 1.100 abitanti del nord-ovest dei Paesi Bassi, facente parte della provincia dell'Olanda Settentrionale e situato nella regione della Frisia Occidentale. Dal punto di vista amministrativo, si tratta di un ex-comune, dal 1979 accorpato alla municipalità di Noorder-Koggenland, municipalità a sua volta inglobata nel 2007 nella municipalità di Medemblik.

## Geografia fisica
Twisk si trova nella parte settentrionale della regione della Frisia Occidentale, tra le località di Medemblik e Abbekerk (rispettivamente a sud-oest della prima e ad est/nord-est della seconda) e a pochi chilometri dalla costa che si affaccia sull'IJsselmeer.

## Origini del nome
Il toponimo Twisk, attestato anticamente come Twisca (1225), Tvisken (1311), Twisch (1355) e Twiske (1639), deriva forse dall'antico frisone twisk o twiska, che significa "tra" e che fa probabilmente riferimento alla posizione del villaggio, situato tra Medemblik ed Abbekerk  (cfr. ags. twicen).

## Storia

### Dalle origini ai giorni nostri
I primi insediamenti in loco risalgono almeno al 2000 a.C.
Il villaggio venne menzionato per la prima volta nel 1225 in una bolla papale redatta da Innocenzo IV, dove si legge Lambertschagen en Twisca. In seguito il villaggio fu menzionato nel 1311 in un archivio reale redatto a L'Aia.

### Simboli
Lo stemma di Twisk è costituito da tre rami dorati su sfondo blu.

## Monumenti e luoghi d'interesse
Twisk vanta 51 edifici classificati come rijksmonumenten.

### Architetture religiose

#### Hervormde Kerk
Principale edificio religioso di Twisk è la Chiesa protestante (Hervormde Kerk): situata al nr. 121 della Dorpsweg, risale al 1395 ca. e presenta un campanile risalente al 1500 ca.

#### Doopsgezinde Kerk
Sempre nella Dorpsweg, si trova un'altra chiesa, la Doopsgezinde Kerk, risalente al 1867.

### Architetture civili
Il villaggio è caratterizzato inoltre dalla presenza di numerose fattorie antiche.
L'accesso a queste fattorie è spesso possibile solo per mezzo di imbarcazioni.

## Società

### Evoluzione demografica
Al censimento del 1º gennaio 2018, Twisk contava una popolazione pari a 1.165 abitanti, di cui 600 erano uomini e 565 erano donne. La popolazione al di sotto dei 16 anni era pari a 160 unità, mentre la popolazione dai 65 anni in su era pari a 255 unità.
La località ha conosciuto un incremento demografico rispetto al 2017, quando contava una popolazione pari a 1.115 abitanti.

## Geografia antropica

### Suddivisioni amministrative
Buurtschappen
- Bennemeer